# Трейсі Скоггінс
Трейсі Скоггінс (Tracy Scoggins, народилась 13 листопада 1953) — американська актриса, найбільш відома за ролями Моніки Колбі в серіалах «Династія» і «Династія 2: Сім'я Колбі», Кет Грант (телесеріал «Лоїс і Кларк: Нові пригоди Супермена») та Елізабет Локлі — в серіалі «Вавилон-5».

## Життєпис
Народилася в Галвестоні (штат Техас) у родині адвокатів. Займалася спортом в середній школі — гімнастикою і плаванням. 1970 року закінчила середню школу і незабаром поступила в Техаський університет. Після його закінчення якийсь час працювала моделлю, а після дебютувала як акторка.
За свою кар'єру з'явилася в декількох десятках фільмів й телешоу. Після гостьових появ в серіалах «Даллас», «Ремінгтон Стіл» і «Ті Джей Хукер» Скоггінс отримала постійну роль в телесеріалі «Династія 2: Сім'я Колбі» (спін-оф «Династії».) Незважаючи на великий бюджет і хороші рейтинги першого сезону успіх серіалу не був довговічним і його закрили після двох сезонів, після чого Трейсі перейшла зі своїм персонажем в «Династію», де й знімалася в заключному сезоні. Опісля знялася в декількох фільмах, серед них «Спостерігачі-2», «Бомба уповільненої дії» та «Демонічні іграшки». В 1993—1994 роках зіграла Кет Грант у телесеріалі «Лоїс і Кларк: Нові пригоди Супермена».
Зіграла роль Аніти Смітфілд в двох фільмах-сиквелах серіалу «Даллас» (де 1983 року зіграла іншу роль): «Даллас: Джей Ар повертається» (1996) й «Даллас: Війна Юінга» (1998). Опісля вона приєдналася до зйомок серіалу «Вавилон-5» — виконувала роль капітана Елізабет Локлі, згодом зігравши цю ж роль в фільмах-продовженнях: «Вавилон-5: Ріка душ» (1998), «Вавилон-5: Заклик до зброї» (1999) та «Вавилон 5: Загублені оповіді» (2007).

## Фільмографія
- 1981 — Дюки із Хаззарду
- 1981 — Twirl
- 1982 — Зв'язок Девлін (The Devlin Connection)
- 1982 — Каскадери (телесеріал) (The Fall Guy)
- 1982 — Ремінгтон Стіл
- 1983 — Даллас (телесеріал)
- 1983 — Манімал (Manimal)
- 1983 — Хардкастл і Маккормік
- 1983 — Команда А
- 1983 — Ренегати (серіал)
- 1984 — Гавайська спека
- 1984 — Іграшкові солдати (фільм, 1984)
- 1984 — Ті Джей Хукер
- 1984 — Майк Хаммер, телесеріал 1984
- 1984 — Блакитний грім (телесеріал)
- 1985—1987 — Династія-2: Колбі
- 1985—1989 — Династія (телесеріал)
- 1987 — Готель (телесеріал)
- 1990 — Ден Тернер, голлівудський детектив
- 1990 — Play Murder for Me
- 1990 — Face the Edge
- 1990 — Спостерігачі-2 (Watchers II)
- 1991 — Бомба уповільненої дії (Timebomb)
- 1991 — Демонічні іграшки (Demonic Toys)
- 1992 — Ворон (телесеріал)
- 1992 — Ренегат (телесеріал)
- 1992 — «The Heights» (телесеріал)
- 1993 — Чужий зловмисник (Alien Intruder)
- 1993 — Дугі Хаузер, доктор наук
- 1993 — Небезпечний театр
- 1993 — Лялькар проти демонічних іграшок
- 1993—1994 — Лоїс і Кларк: Нові пригоди Супермена
- 1993, 1997 — Шовкове переслідування (Silk Stalkings)
- 1994 — Закон Берка
- 1994 — Гарфілд та його друзі
- 1994 — Закон Берка
- 1995 — Зоряний шлях: Глибокий космос 9
- 1995 — Сибіл (телесеріал)
- 1995—1996 — Коміш
- 1996 — Нещасливі разом (Unhappily Ever After)
- 1996 — Крила (телесеріал, 1990)
- 1996 — Даллас: Джей Ар повертається
- 1996 — Даллас: Війна Юінгів
- 1996—1997 — Горянин (телесеріал)
- 1997 — Майк Хаммер, приватний погляд (Mike Hammer, Private Eye)
- 1998 — Вавилон-5
- 1998 — Вавилон-5: Ріка душ
- 1999 — Хрестовий похід (телесеріал)
- 1999 — Вавилон-5: Заклик до зброї
- 2000 — Тріщина в підлозі
- 2001 — Фелісіті (телесеріал)
- 2003 — Породження пекла (фільм, 2003)
- 2004 — Внутрішня безпека (фільм) (Homeland Security)
- 2005 — Попстар (фільм)
- 2005 — Ювелір (фільм)
- 2006 — Частини тіла (телесеріал)
- 2006 — Містер Пекло
- 2006 — Дивний випадок доктора Джекіла та містера Хайда
- 2006 — Вавилон-5: Втрачені оповіді
- 2007 — Бухта Данте
- 2008 — Отіс (фільм)
- 2009 — Морська поліція: Полювання на вбивць — Табіта Саммерс
- 2012 — Касл (телесеріал) — Лана
- 2013 — Котяча сила (короткометр.) — Джулі Річмен
- 2014 — Позичені моменти (Borrowed Moments) — Бетсі